# 追魂鍋
追魂鍋（英語：The Block）是指2016年6月19日，克里夫兰骑士和金州勇士在加利福尼亚州奥克兰的奧克蘭體育館進行的2016年NBA总决赛搶七大戰中的一波防守。克里夫蘭騎士前鋒勒布朗·詹姆斯在比賽最後兩分鐘將出爐系列賽贏家時，追趕阻攻安德烈·伊格达拉的上篮，使得比賽持續保持平手。此波阻攻被認為是勒布朗·詹姆斯生涯中最偉大的關鍵時刻之一，以及他在系列賽的得分、助攻、籃板、抄截、阻攻都領先於雙方球隊的所有球員，被部分人認為是NBA总决赛歷史中最佳表現。

## 比赛過程
在上半场中，两队你来我往，比赛交替上升。两队都没能像过去六场那样建立大比分的领先优势。勇士队在比赛开头建立了7分的优势，但是克利夫兰队在第一节反弹并在第一节末尾取得领先优势。在第二节中，两队都没能建立超过3分以上的领先优势。勇士队在第二节结束前打出11-4的冲击波，以49-42领先进入中场休息。  
在第三节中，克莱汤普森连得5分，让勇士队以54-46领先8分。随后来自得分后卫JR史密斯的连续两记三分和凯里欧文的一记上篮，短暂地将比分扳平为54平。接下来，勇士队的后卫史蒂芬库里在转换中命中一记上篮和三分，为勇士队建立59-54的比分优势。克利夫兰以14-2的冲击波回应，这其中包括凯里欧文的10分。骑士以68-61领先，第三节还剩四分钟。勇士队随后又以15-7的进攻回应了骑士的冲击波，以76-75结束了第三节，进入最后12分钟。  
在第四节中两队的得分都陷入了停滞，但骑士队在比赛剩余7分钟时建立了83-80的比分优势。勇士队以库里的一记三分，汤普森的一记左角的跳投，以及德拉蒙德格林的连续补篮，追上了比分，在比赛还剩5分39时，以87-83领先。勒布朗詹姆斯连得六分作为回应， 投篮假动作被犯规后的三罚三中和之后的命中了他本场比赛唯一一记三分，比赛此时还剩4分53秒。克莱汤普森在比赛剩余4分39时命中的一记打板上篮后扳平比分。接下来，克利夫兰和金州交替错失得分机会。
在最后1分56秒时，凯里·欧文抛投打板不进，球最终被伊戈达拉抢下。此时比赛打平，89-89。

### 追魂鍋
伊戈达拉快速推进，同时斯蒂芬库里从左翼全速向前冲。唯一在快攻防守位置的骑士球员是JR史密斯，他快速向自己的半场方向回防。而詹姆斯，此时正处于勇士半场的边角，在他们之后才启动。伊戈达拉在半场一个胸前传球给到库里，库里马上将球击地回传给伊戈达拉。伊戈达拉拿到球，走了两步，过掉史密斯，在空中朝篮筐的方向飞去。史密斯在伊戈达拉上篮时的到位防守迫使他的上篮延迟了零点几秒，伊戈达拉在空中做了一个折叠，才将球扔向篮板。而詹姆斯，在长途奔袭横跨了整个球场后，对球做出了预判，他向前冲并跃起，将这个上篮钉在了篮板上。此时离比赛结束还剩1:50。在詹姆斯和库里接连投丢后，欧文在比赛还剩52秒时投入了致命三分，使得骑士队在之后保持领先。而这几个回合被认为是决定2016总冠军归属的关键回合。

## 反應
勒布朗·詹姆斯在比賽結束後向ESPN表示，「伊古達拉是名壞混蛋！我必須追趕他」。
勒布朗·詹姆斯之後向誠懇家日報表示，「我當時只覺得，別放棄那波防守，如果你獲得一個機會，試著完成好那波防守，我當時想著，J.R.，拜託別對他犯規，我知道我已經在那了，我知道我已經在那了，我可以做到，我可以做到，我就像『J.R.別對他犯規，勒布朗在球碰到籃板前蓋掉球』，而我們做到了」。
為ESPN on ABC轉播此總決賽的邁克·布林補充道，「這只是他如何不讓他們輸球的另一個例子。這是他蓋掉那球後的想法：這傢伙不打算讓這支球隊今晚輸球」。
邁克·布林是如此形容此波防守：
|  | 伊古達拉傳給柯瑞，球又回到伊古達拉，接著上籃！喔！球被詹姆斯蓋掉！被勒布朗·詹姆斯拒絕！ |